# Cantone di Ornans
Il cantone di Ornans è una divisione amministrativa dell'arrondissement di Besançon, situato nel dipartimento del Doubs nella regione della Borgogna-Franca Contea.
A seguito della riforma approvata con decreto del 25 febbraio 2014, che ha avuto attuazione dopo le elezioni dipartimentali del 2015, è passato da 26 a 65 comuni.

## Composizione
I 26 comuni facenti parte prima della riforma del 2014 erano:
- Amathay-Vésigneux
- Bonnevaux-le-Prieuré
- Chantrans
- Charbonnières-les-Sapins
- Chassagne-Saint-Denis
- Châteauvieux-les-Fossés
- Durnes
- Échevannes
- Foucherans
- Guyans-Durnes
- L'Hôpital-du-Grosbois
- Lavans-Vuillafans
- Lods
- Longeville
- Malbrans
- Mérey-sous-Montrond
- Montgesoye
- Mouthier-Haute-Pierre
- Ornans
- Saules
- Scey-Maisières
- Tarcenay
- Trépot
- Villers-sous-Montrond
- Voires
- Vuillafans

Dal 2015 i comuni appartenenti al cantone sono i seguenti 65:
- Les Alliés
- Amancey
- Amathay-Vésigneux
- Amondans
- Arçon
- Arc-sous-Cicon
- Aubonne
- Bians-les-Usiers
- Bolandoz
- Bonnevaux-le-Prieuré
- Bugny
- Cademène
- Chantrans
- Charbonnières-les-Sapins
- Chassagne-Saint-Denis
- Châteauvieux-les-Fossés
- La Chaux
- Cléron
- Crouzet-Migette
- Déservillers
- Durnes
- Échevannes
- Éternoz
- Évillers
- Fertans
- Flagey
- Foucherans
- Gevresin
- Gilley
- Goux-les-Usiers
- Hauterive-la-Fresse
- L'Hôpital-du-Grosbois
- Labergement-du-Navois
- Lavans-Vuillafans
- Lizine
- Lods
- Longeville
- La Longeville
- Maisons-du-Bois-Lièvremont
- Malans
- Malbrans
- Mérey-sous-Montrond
- Montbenoît
- Montflovin
- Montgesoye
- Montmahoux
- Mouthier-Haute-Pierre
- Nans-sous-Sainte-Anne
- Ornans
- Ouhans
- Renédale
- Reugney
- Saint-Gorgon-Main
- Sainte-Anne
- Saraz
- Saules
- Scey-Maisières
- Septfontaines
- Silley-Amancey
- Sombacour
- Tarcenay
- Trépot
- Ville-du-Pont
- Villers-sous-Montrond
- Vuillafans